# رضا خالقي
رضا خالقي (21 سبتمبر 1983 في إيران - ) هو لاعب كرة قدم إيراني في مركز الوسط. شارك مع منتخب إيران لكرة القدم. أما مع النوادي، فقد لعب مع نادي برسبوليس ونادي راه آهن ونادي سايبا ونادي صنعت نفط عبادان ونادي فجر شهيد سباسي.

## وصلات خارجية
- رضا خالقي على موقع قاعدة بيانات كرة القدم.إي يو (الإنجليزية)
- رضا خالقي على موقع ناشيونال فوتبول تيمز (الإنجليزية)
- رضا خالقي على موقع Soccerway.com (الإنجليزية)